# غضنفر تبریزی
غضنفر تبریزی دانشمند ستاره‌شناس، حکیم و نسخه‌شناس بود که تحت‌تأثیر ابوریحان بیرونی قرار داشت. فخرالدین ابواسحاق ابراهیم بن محمد بن ابراهیم معروف به غضنفر تبریزی از دانشمندان برجسته سده هفتم قمری بوده‌است.
او پردازنده المشاطة لرسالة الفهرست است و نیز پردازنده تلخیص گونه‌ای فهرست مانند با تعلیقاتی بر مجموعه صوان الحکمة و اقمار آن است. او همچنین نسخه‌ای از الصدینة بیرونی را نگاشته است. او شاگرد فیلسوف تبریزی، ابو عبدالله محمد بن ابی‌بکر تبریزی است؛ بنابراین او از نمایندگان مکتب فلسفه آذربایجان است.